# (38503) 1999 TF186
1999 TF186 (asteroide 38503) é um asteroide da cintura principal. Possui uma excentricidade de 0.14330510 e uma inclinação de 11.76452º.
Este asteroide foi descoberto no dia 12 de outubro de 1999 por LINEAR em Socorro.